# Casa Museo Vicente Huidobro
La Casa Museo Vicente Huidobro es la que el famoso poeta chileno heredó de su madre y que usaba principalmente para veranear, hasta que al final de su vida se instaló definitivamente en ella, donde falleció en 1948. Esta casa museo se inauguró en 2013 en Cartagena, en el litoral central de Chile.

## Historia
Vicente Huidobro heredó de su madre, María Luisa Fernández, el predio Lo Huidobro en 1938. A partir del año siguiente y hasta 1946 el poeta vivió indistintamente entre Santiago y Cartagena, hasta que decidió instalarse en esta casa en el litoral central de Chile que fue convirtiendo en su lugar preferido. Cerca del mar y en contacto con la naturaleza, fue aquí donde el poeta pudo escribir sin interrupciones y donde gustaba de recibir a sus amigos. Huidobro morirá en esta casa a principios de 1948, a causa de un derrame cerebral.
Lo Huidobro fue loteado posteriormente en 23 sitios y la casa, después de pasar por las manos de varios dueños, fue recuperada en 2010, cuando la Fundación Huidobro la compró para convertirla en museo.
El 6 de abril de 2013, el entonces presidente Sebastián Piñera, junto con el ministro de Cultura Luciano Cruz Coke, inauguró la casa museo, que tres días después abrió sus puertas al público.
La colección del museo comprende fotografías, manuscritos, primeras ediciones de sus obras, objetos que guardaba el poeta, así como su escritorio y la cama donde falleció.
El borde costero de Cartagena junto con el sector de la casa, parque y tumba de Vicente Huidobro fue declarado Monumento Nacional en la categoría Zona Típica por decreto exento nº401 del 23 de noviembre de 1999. Anteriormente, el decreto supremo nº171 del 2 de abril de 1992 había distinguido como Monumento Histórico a la sepultura del poeta.

## El recorrido

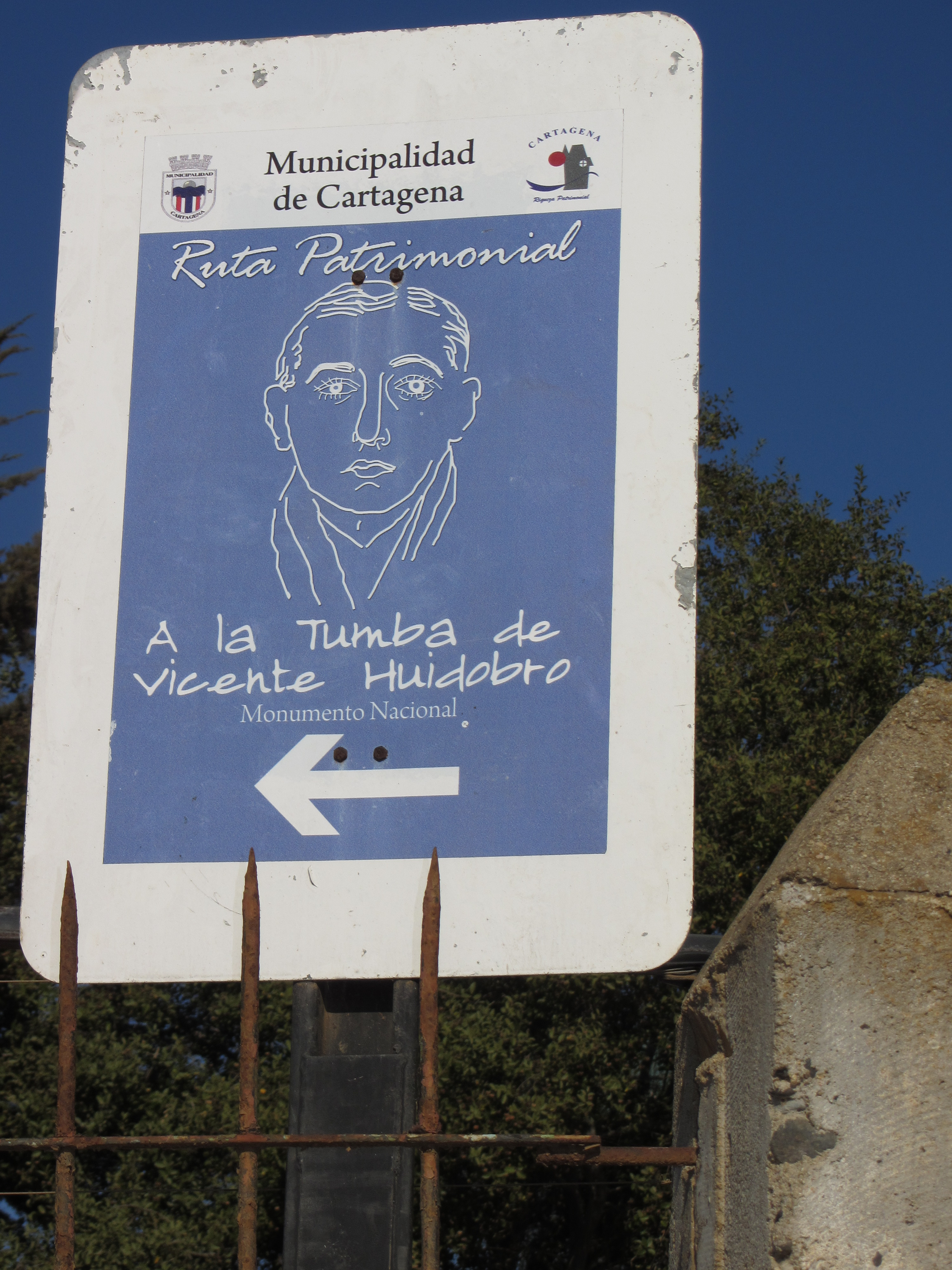
Señalización en el camino hacia la Casa Museo y tumba de Vicente Huidobro.

Para llegar al último hogar de Huidobro, hay que tomar la avenida Playa Chica y subir por Vicente Huidobro; a la derecha esta calle se convertirá en el camino a la tumba del poeta, que llega primero a la casa museo y después a su sepultura en la colina que hay detrás. El camino está señalizado con signos que tienen una imagen de Huidobro.
El museo consta de siete salas, la mayoría dedicadas a un recorrido biográfico de la vida y obra de Vicente Huidobro, con paneles de texto acompañados de copias de fotografías y vitrinas donde se pueden ver documentos originales.
La primera sección está consagrada a la infancia y primeros años juveniles y abarca el periodo que va desde 1893 hasta 1908. La segunda, 1909-1916, refleja las primeras búsquedas creativas del poeta y sus lecturas; también cubre su primer encuentro con el amor, que lo lleva al primer matrimonio. La tercera sección, una de las más interesantes, está dedicaba a su vida en Francia y España, a sus relaciones con la vanguardia y sus amigos cubistas Guillaume Apollinaire, Braque, Pablo Picasso, Juan Gris y Jacques Lipchitz. Abarca el periodo 1916-1925, es decir, incluye los años de la Primera Guerra Mundial en que, con su esposa embaraza y sus hijos pequeños, se instala en Beaulieu-lès-Loches huyendo de los bombardeos, junto a Gris y Lipchitz. Huidobro participará en el dadaísmo, sin adherir oficialmente a él; colaborará en la revista L'Esprit Nouveau junto con Paul Dermée, Le Corbusier y Amédée Ozenfant.

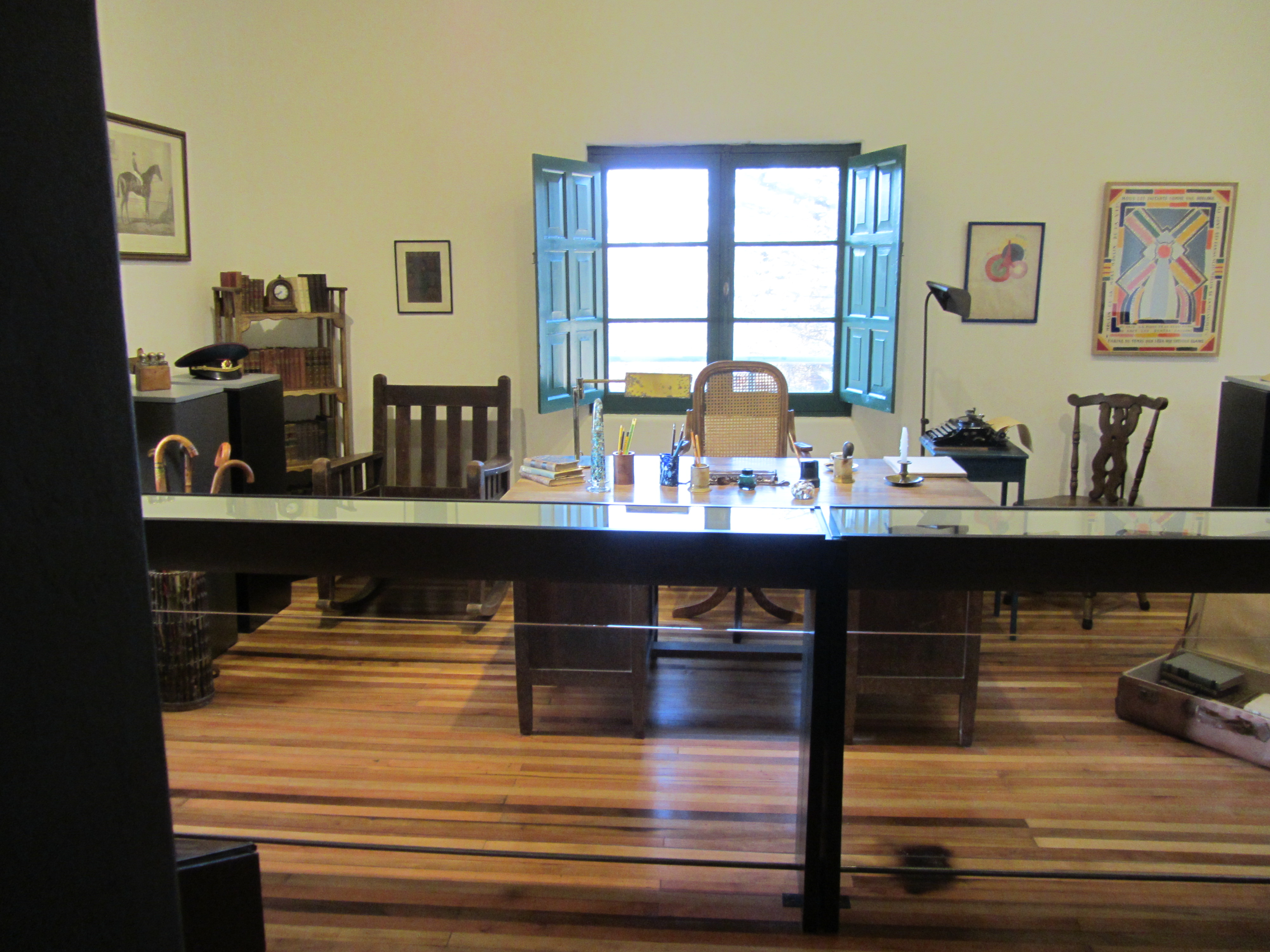
El escritorio del poeta

Aquí se habla también de su amistad con importantes músicos de su tiempo. La exposición sigue con los años 1925-1945 y refleja las actividades políticas y las críticas sociales de Huidobro, entre ellas, su proclamación como candidato a la presidencia de Chile en 1925. Es el periodo en que escribe narrativa, como la novela La próxima (1934), en que apoya a la causa republicana en España y en la que, finalmente, se alista en las tropas aliadas y participa como corresponsal de guerra en Francia en la segunda conflagración. Huidobro resultó herido en dos ocasiones –en abril y mayo de 1945- y fue condecorado por los franceses. De aquella época data el teléfono que el poeta decía que proviene del Nido de Águila, el refugio que tenía Hitler en las montañas de Baviera. El último periodo es de 1946-1948, cuando se radica en esta casa en Cartagena, donde muere, a los 54 años de edad, poco después de haber sufrido un derrame cerebral.
El recorrido termina en una larga y angosta sala en la que se puede ver su escritorio y otros objetos personales; después está la cama donde muere y finalmente, su baño.
El museo cuenta con audio guías en alemán, español, francés, inglés y portugués, que el interesado puede escuchar en línea y/o descargar.

## La tumba[7]

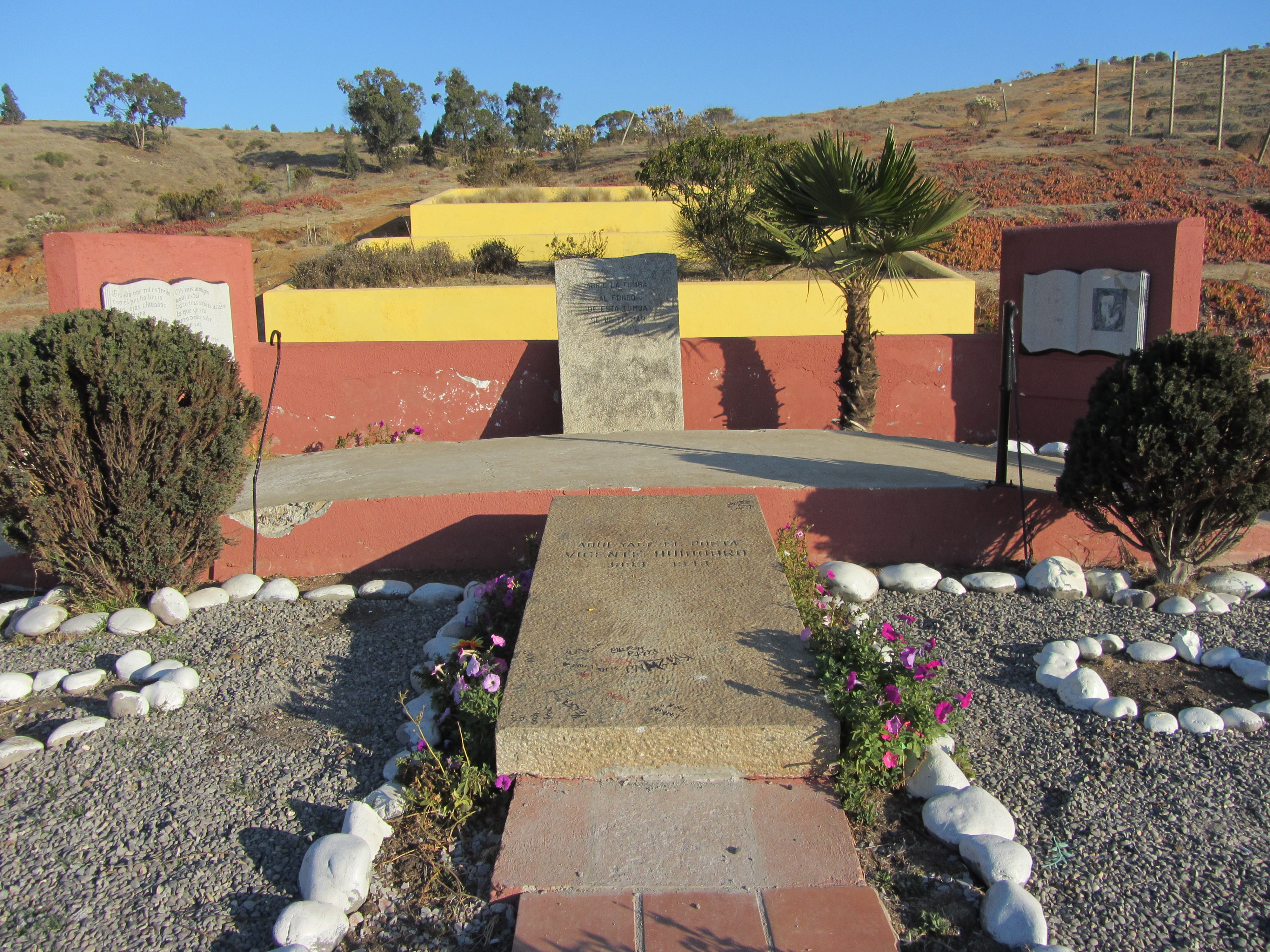
Tumba de Huidobro

Huidobro fue sepultado, de acuerdo con sus deseos, en la colina detrás de la casa, mirando al mar. Su tumba fue declarada Monumento Histórico por decreto supremo del 2 de abril de 1992 y hoy se enmarca en el recorrido del museo de Cartagena. 
El monumento funerario consta de dos lápidas y dos relieves representando libros abiertos, uno con un poema, otro con una imagen de Huidobro. La lápida vertical del conjunto tiene el epitafio —escrito por su hija mayor, Manuela, y el poeta Eduardo Anguita—, que dice:

Abrid la tumba
Al fondo de esta tumba
se ve el mar.

Más abajo, en una horizontal, se puede leer:

Aquí yace el poeta
Vicente Huidobro
1893–1948

## Galería de imágenes

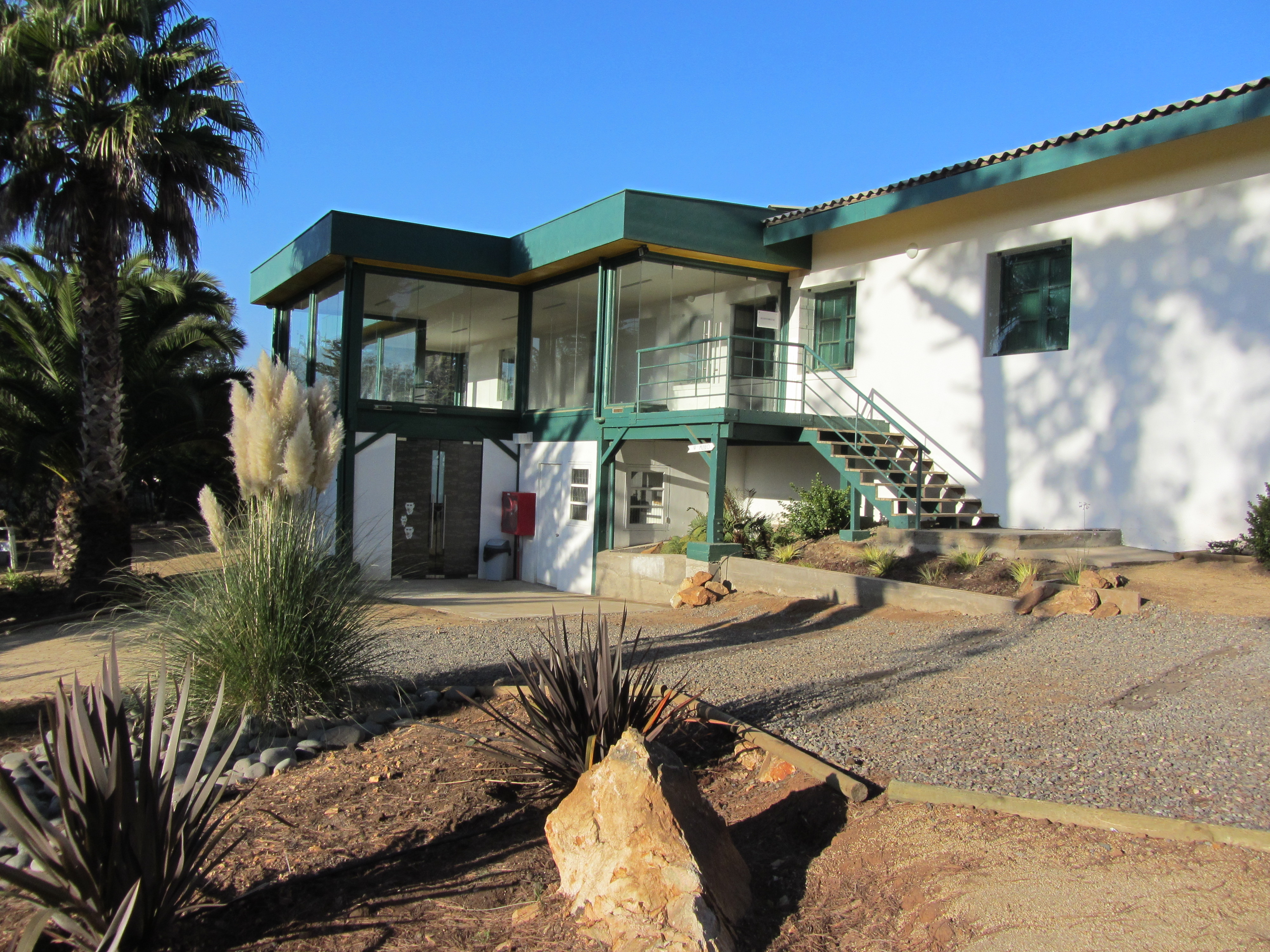
Vista parcial de la Casa Museo
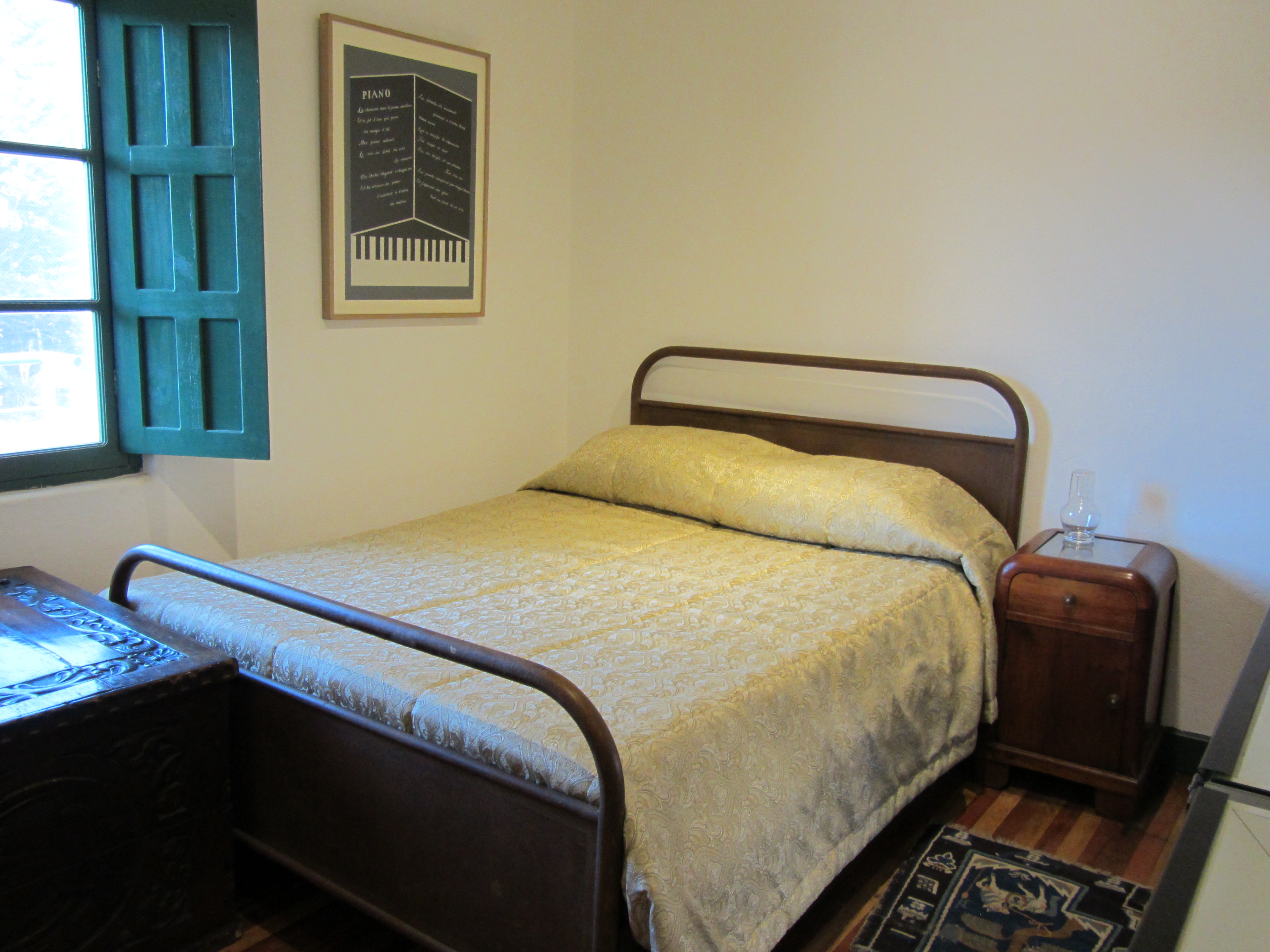
La cama donde Huidobro murió
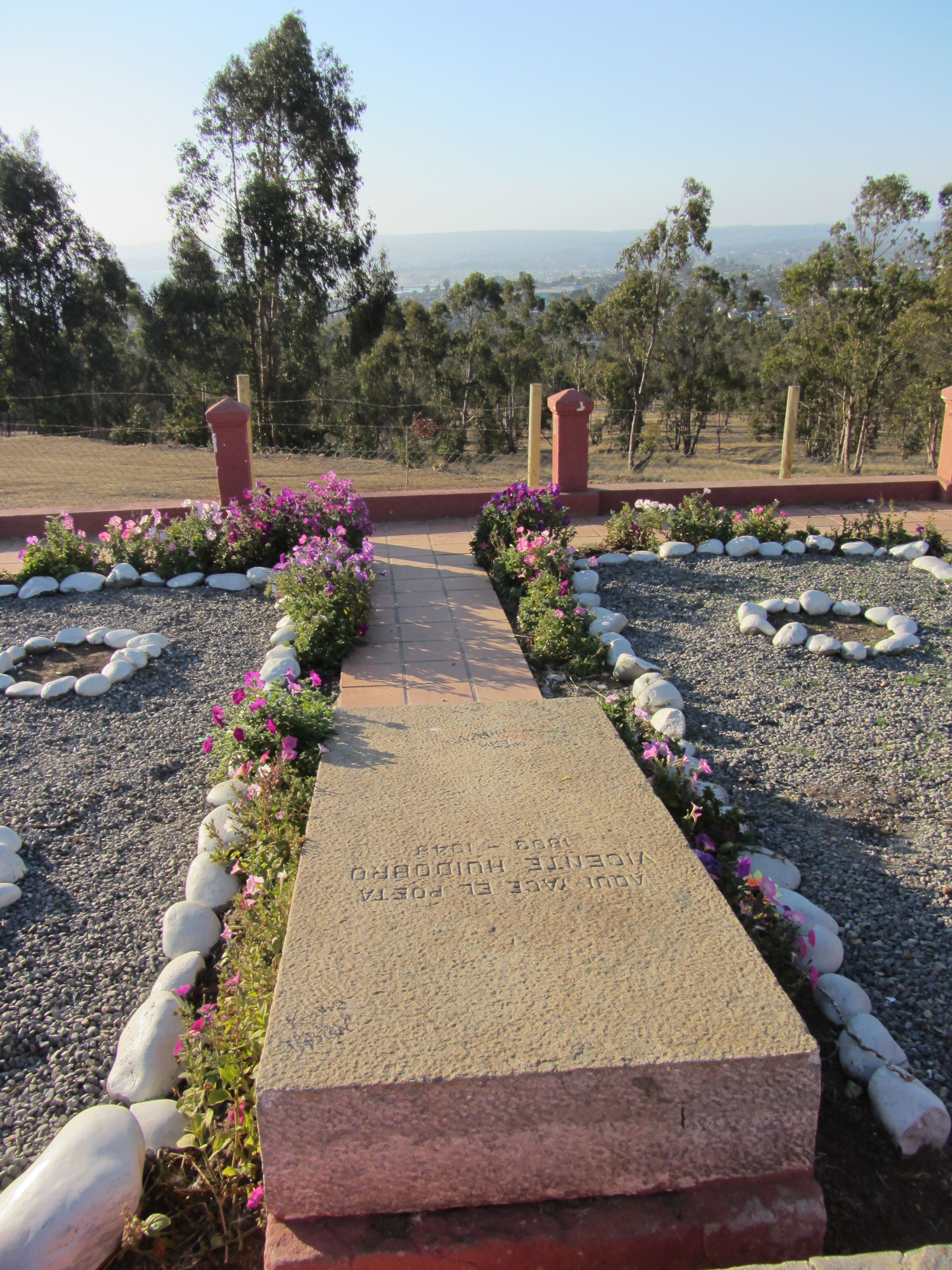
Tumba del poeta (vista hacia el mar)
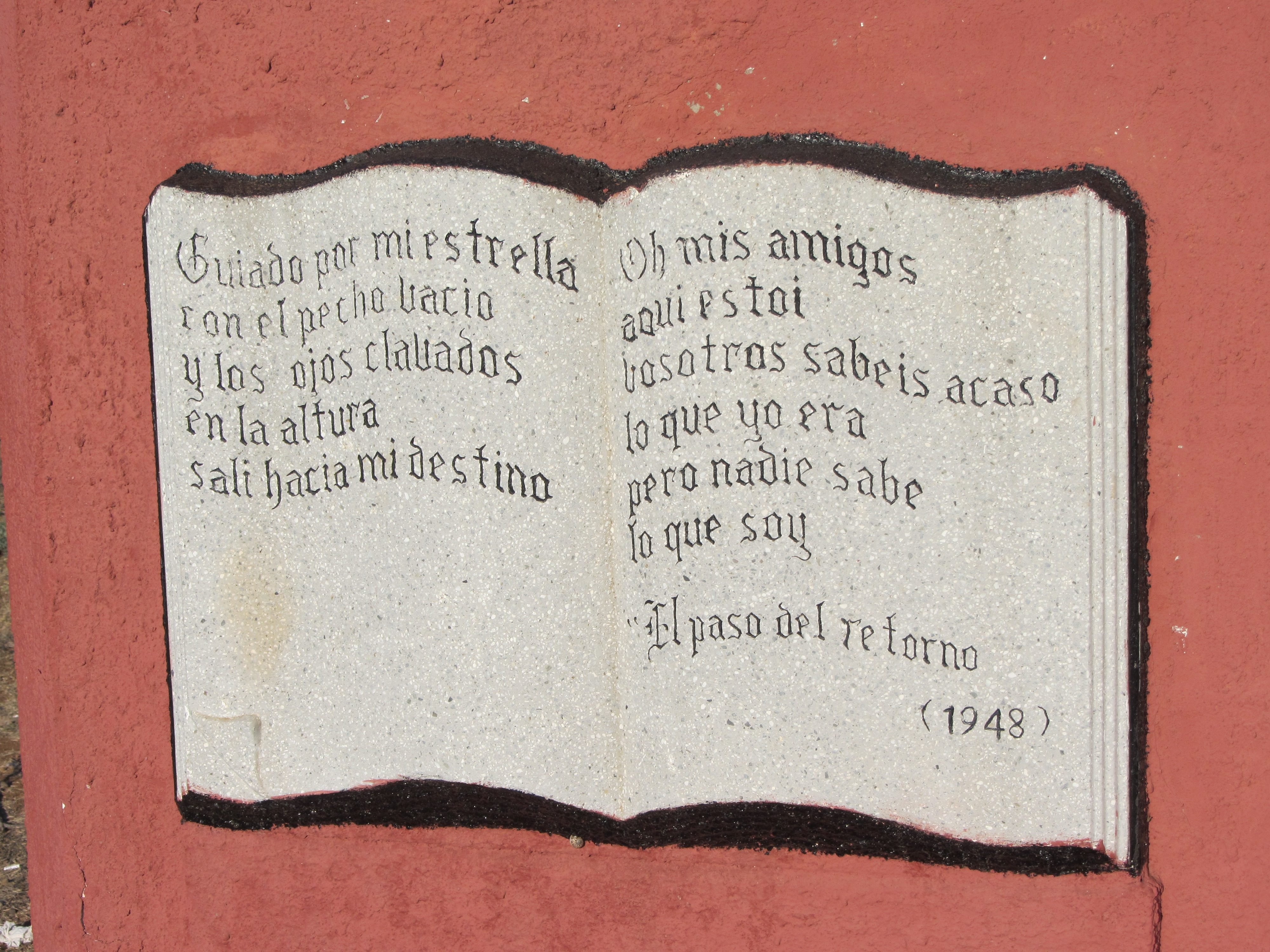
Poema esculpido en la tumba
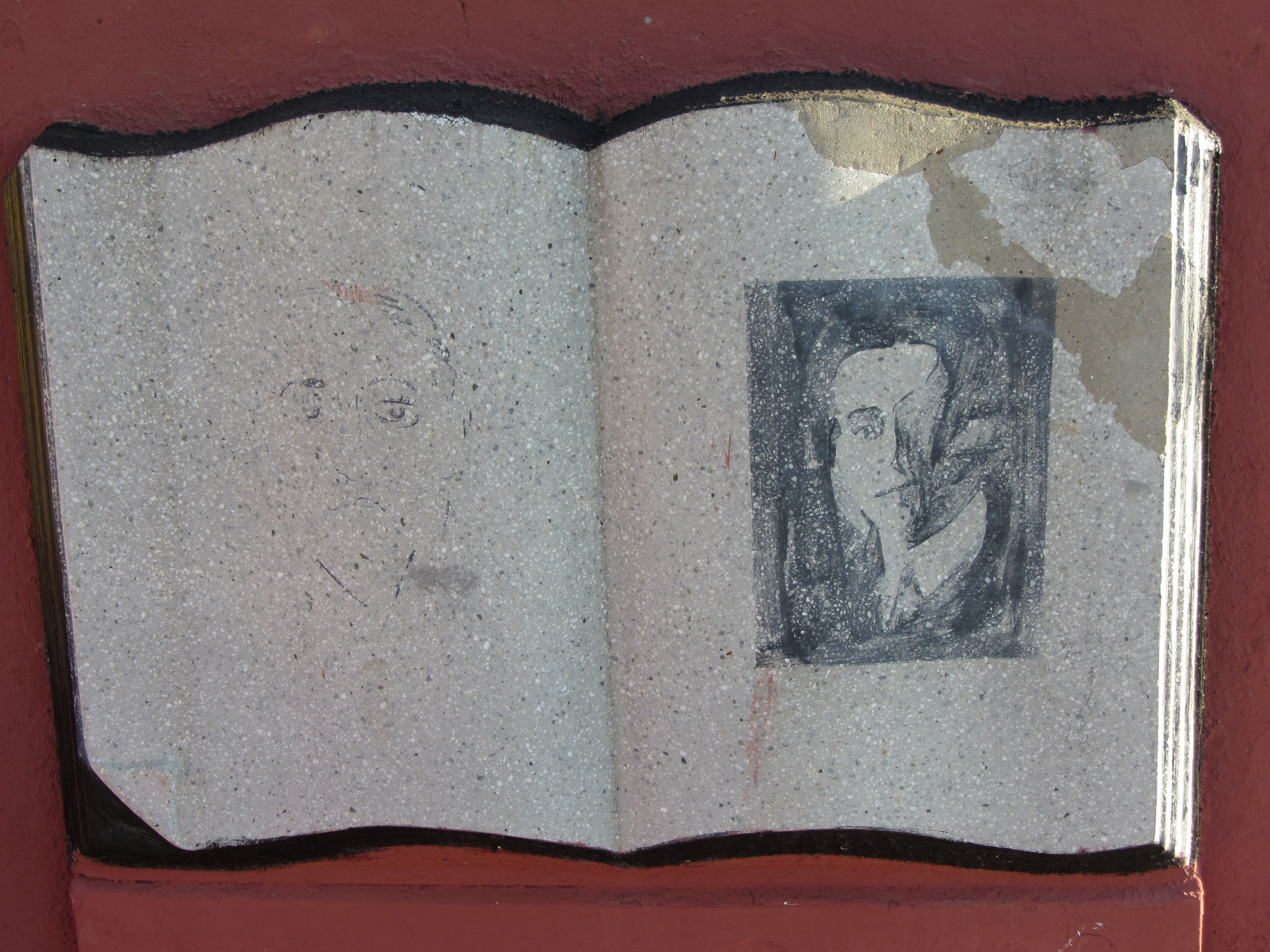
Tumba de Huidobro (detalle)
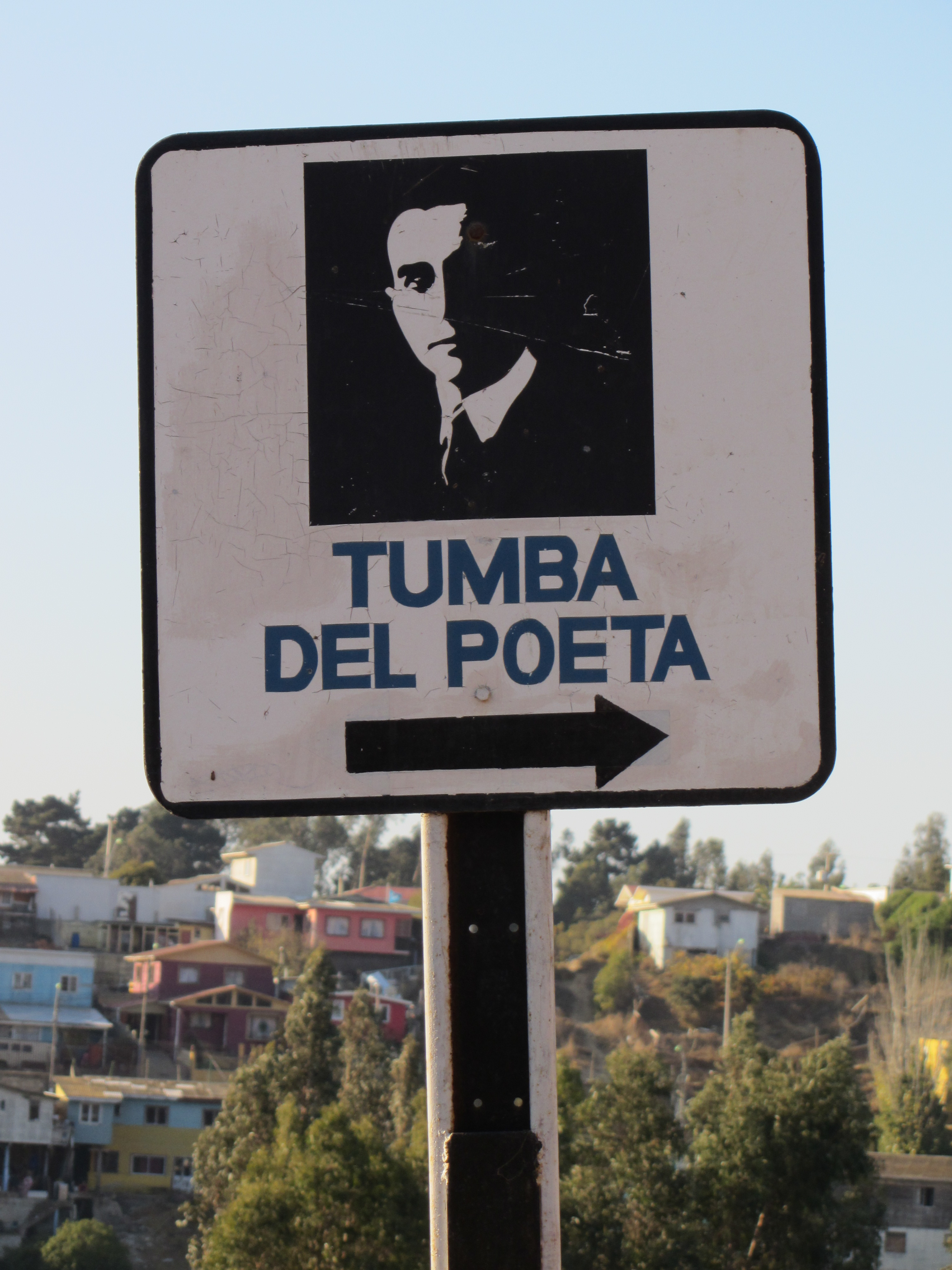
Señalización hacia la tumba, al salir de la casa museo
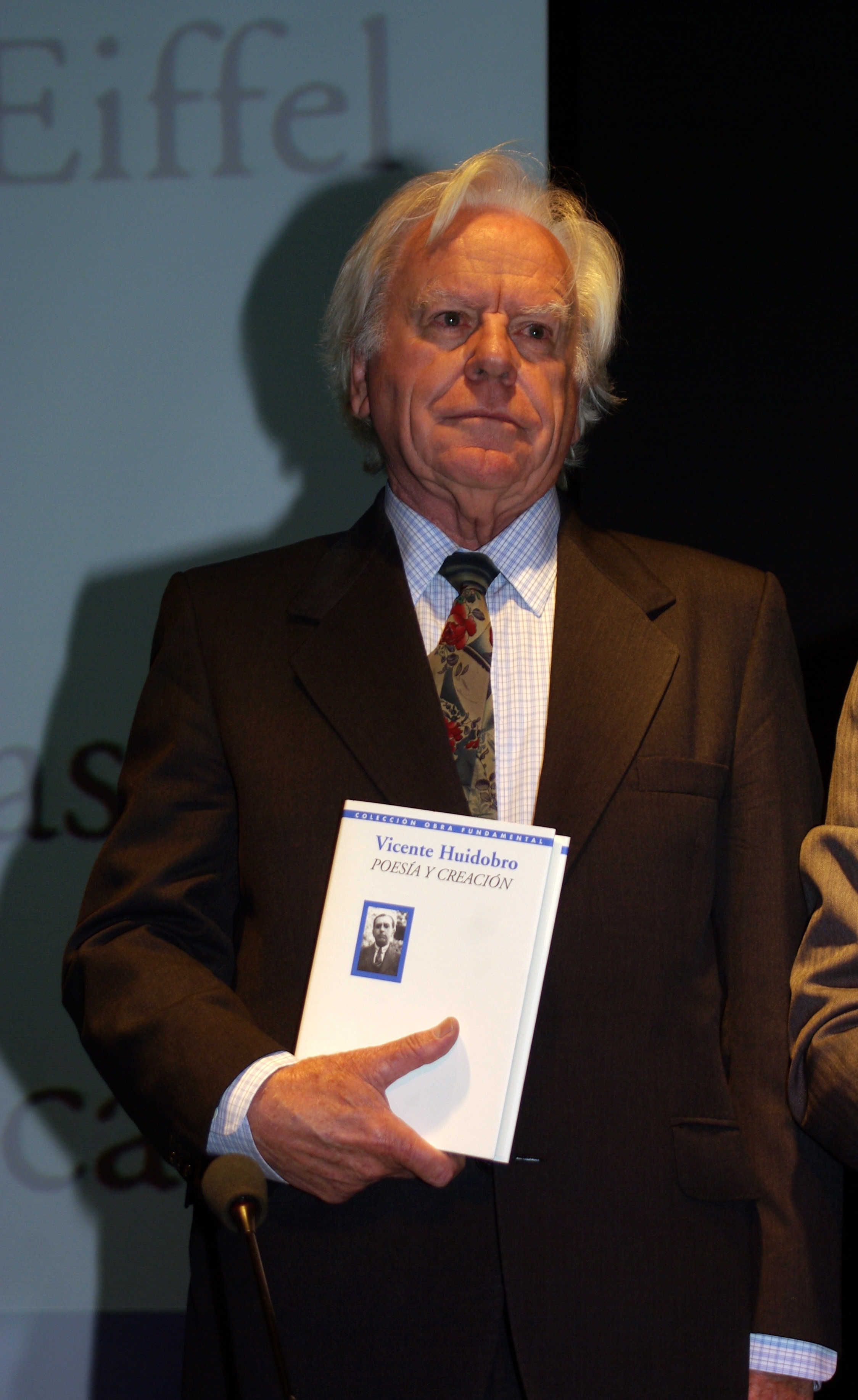
Vicente García-Huidobro, nieto del poeta y presidente de la Fundación